# ایر تراکتور
ایر تراکتور (انگلیسی: Air Tractor) شرکت هوافضای آمریکایی است، که در سال ۱۹۷۸ تأسیس شد.